# Ófærð
Ófærð, titulada en español Atrapados, es una serie de televisión islandesa estrenada el 27 de diciembre del 2015 en la televisión pública islandesa, RÚV. Fue creada por el actor y director Baltasar Kormákur. Se trata de un thriller austero ambientado en un mundo rural sin concesiones a la galería, con un aire clásico y a la vez una mirada muy actual. Su emisión ha gozado de gran éxito y reconocimiento tanto en su país como a nivel internacional.
En septiembre del 2016, la cadena RÚV anunció que la serie había sido renovada para una segunda temporada, de 10 episodios, que se estrenó a finales del 2018.

## Argumento

### Primera temporada
En Siglufjörður, un pequeño municipio del norte de Islandia, una pareja de jóvenes se dirigen a una fábrica abandonada, en la que tienen su escondite secreto. Estalla un incendio en el que muere la joven. 
Siete años después, aparece el cuerpo mutilado de una persona, cerca de la orilla de la playa, cuando llega al pueblo un transbordador que lleva a 100 pasajeros desde Dinamarca. Comienza a caer una fuerte tormenta de nieve, que impide que el ferry pueda marcharse y corta las carreteras.  
El político, Friðrik Davíðsson, intenta convencer a los residentes para que vendan sus tierras, pero se encuentra con la fuerte negativa de Guðmundur, quien le advierte a Hrafn sobre la probabilidad de una avalancha, por lo que decide poner dinamita para intentar quitar la nieve con seguridad, sin embargo su hijo Sigurður Gudmundsson y Andri intentan detenerlo, aunque no lo logran y Guðmundur logra detonar la bomba, al inicio parece que la explosión salió bien sin embargo una segunda avalancha comienza lo que ocasiona que Guðmundur sufra de insuficiencia cardíaca y muera. Finalmente la avalancha ocasiona que el pueblo pierda la energía de forma temporal.
Cuando Hinrika va a investigar a casa de Rögnvaldur, un hombre en silla de ruedas que pasa mucho tiempo observando a las personas a través de su telescopio, este le dice que había observado a Hrafn golpear a su esposa, poco después cuando Hrafn es asesinado luego de que lo hallaran quemado en su casa, Hinrika cuestiona a Kolbrún.
Por otro lado Ásgeir descubre una cámara que contiene una pequeña película de Sigurður discutiendo con un hombre llamado Geirmundur Jónsson, quien la policía cree es la víctima del asesinato; cuando intenta cuestionar a Sigurður, este corre y cuando la policía lo encuentra en su barco en el puerto descubren el torso perdido en la bodega y a Sigurður en un estado catatónico. 
Cuando el tiempo mejora, el equipo de detectives de Reykjavik llega al pueblo y a la investigación se les une el oficial Trausti Einarssson, el jefe de la policía de Reykjavik y un antiguo compañero de Andri. Al inicio Trausti ignora la petición de Andri de que Sigurður se observado por un médico y lo obliga a confesar los asesinatos, sin embargo cuando Sigurður es llevado en helicóptero a la estación abre repentinamente la salida de emergencia y se suicida lanzándose. Furioso Andri le escribe a sus superiores sobre los errores de la investigación de Trausti mientras que Ásger filtra la información a un periodista, lo que genera una investigación dirigida por Andri.
Mientras tanto Hintika continúa investigando la operación de tráfico de personas y termina deteniendo al capitán Carles, poco después un miembro de la tripulación revela que el "ingeniero" está controlando al capitán, el capitán acepta cooperar con Andri si le jura cuidar a su familia en Dinamarca y meterla en protección a testigos. Cuando el ingeniero es detenido, le advierte a Andri que los asesinatos no tienen nada que ver con él y le dice que hay criminales más grandes trabajando en la ciudad. Pronto a la policía se le hace obvio que Guðni, el gerente del hotel conoce al ingeniero y que participa en el tráfico. 
Andri se sorprende al descubrir que su ex-suegro Eiríkur Davidsson tiene en su posesión la llave del cobertizo de Hrafn, cuando lo confronta Eirikur le confiesa que él había sido el responsable de iniciar el incendio en el cobertizo después de haberse dado cuenta de que Hrafn y sus colegas, habían sido los responsables de causar el incendio que había matado a su hija Dagný para que pudiera reclamar el pago del seguro.
Finalmente Andri e Hinrika descubren gracias a Rögnvaldur que Geirmundur tenía un coche y cuando lo encuentran descubren que Geirmundur era el padre biológico de Maggi, el nieto de Leifur, el propietario de la fábrica de pescado. La policía también descubre que Geirmundur había violado a María y a cambio de no presentar cargos Hrafn le había ofrecido a Geirmundur quemar la fábrica y abandonar la ciudad.
Andri logra que María confiese que mató a Geirmundur en legítima defensa después de que él fuera a buscar a Maggi y la atacara, posteriormente su padre y sus amigos, incluyendo Guðni y Sigurður habían dispuesto del cuerpo.
La policía acorrala a Guðni en la fábrica de pescado y cuando trata de escapar encierra a Andri y a Leifur en un congelador. Cuando Ásgeir llega para ayudarlos Guðni le dispara y amenaza con lastimar a Maggi si Hinrika no lo deja ir. Finalmente Andri logra activar la alarma contra incendio y abrir la puerta, ayudando a Hinrika a arrestar a Guðni.

## Personajes

### Personajes principales
| Actor                    | Personaje               | Ocupación                                        | Episodios | Duración        |
| ------------------------ | ----------------------- | ------------------------------------------------ | --------- | --------------- |
| Ólafur Darri Ólafsson    | Andri Ólafsson          | Jefe de la Policía Local                         | 10        | 2015 - presente |
| Björn Hlynur Haraldsson  | Trausti Einarssson      | Jefe de la Oficina de Investigación de Reykjavik | 10        | 2015 - presente |
| Ilmur Kristjánsdóttir    | Hinrika Kristjánsdóttir | Oficial de la Policía                            | 10        | 2015 - presente |
| Ingvar Eggert Sigurðsson | Ásgeir Þórarinsson      | Oficial de la Policía                            | 10        | 2015 - presente |
| Bjarne Henriksen         | Søren Carlsen           | Capitán del Ferry                                | 10        | 2015 - presente |
| Nína Dögg Filippusdóttir | Agnes Eiríksdóttir      | Exesposa de Andri                                | 10        | 2015 - presente |

### Personajes secundarios
| Actor                          | Personaje           | Ocupación                         | N.º de episodios | Duración        |
| ------------------------------ | ------------------- | --------------------------------- | ---------------- | --------------- |
| Rán Ísóld Eysteinsdóttir       | Dagný Eiríksdóttir  | Hermana de Agnes                  | 10               | 2015 - presente |
| Baltasar Breki Samper          | Hjörtur Stefánsson  | Novio de Dagný                    | 10               | 2015 - presente |
| Jóel Sæmundsson                | Þór Snædal          | Colega de Trausti                 | 10               | 2015 - presente |
| Magnús Ragnarsson              | Friðrik Davíðsson   | Político / Miembro del Parlamento | 10               | 2015 - presente |
| Georg Leite de Oliveira Santos | Ayanike             | Chef del Ferry                    | 10               | 2015 - presente |
| Hans Tórgarð                   | Dvalin Knudsson     | Ingeniero del Ferry               | 10               | 2015 - presente |
| Jóhann Sigurðarson             | Leifur              | Dueño de la Fábrica de Pescado    | 10               | 2015 - presente |
| Rúnar Freyr Gíslason           | Sigvaldi            | Novio de Agnes                    | 10               | 2015 - presente |
| Kristján Franklin Magnúss      | Guðni               | Dueño del Hotel                   | 10               | 2015 - presente |
| Steinunn Ólína Þorsteinsdóttir | Aldís Grímsdóttir   | Maestra / Esposa de Sigurður      | 10               | 2015 - presente |
| Þorsteinn Gunnarsson           | Eiríkur Davidsson   | Padre de Agnes, Dagný y Laufey    | 10               | 2015 - presente |
| Lilja Nótt Þórarinsdóttir      | María               | Colega de Hrafn / Hija de Leifur  | 10               | 2015 - presente |
| Sigrún Edda Björnsdóttir       | Kolbrún             | Esposa de Hrafn                   | 10               | 2015 - presente |
| Eysteinn Sigurðarson           | Hjálmar             | -                                 | 10               | 2015 - presente |
| Guðjón Pedersen                | Bárður              | Compañero de Hinrika              | 10               | 2015 - presente |
| Arnar Jónsson                  | Ævar                | Oficial de Policía de Reykjavik   | 10               | 2015 - presente |
| Katla M. Þorgeirsdóttir        | Laufey Eiríksdóttir | Hermana de Agnes y Dagný          | 10               | 2015 - presente |
| Hanna María Karlsdóttir        | Þórhildur Davidsson | Madre de Agnes, Dagný y Laufey    | 10               | 2015 - presente |
| Jón Pétursson                  | Maggi               | Hijo de María y Geirmundur        | 10               | 2015 - presente |
| Elva María Birgisdóttir        | Þórhildur           | Hija de Andri y Agnes             | 10               | 2015 - presente |
| Júlia Guðrún Lovisa Henje      | Perla               | Hija de Andri y Agnes             | 10               | 2015 - presente |
| Jasmín Dúfa Pitt               | Jóhanna             | Hija de Laufey                    | 10               | 2015 - presente |
| Grace Achieng                  | Joy                 | -                                 | 10               | 2015 - presente |
| Marta Quental                  | Nishadi             | Hermana de Joy                    | 9                | 2015 - presente |
| Ólafía Hrönn Jónsdóttir        | Freyja              | -                                 | 9                | 2016 - presente |
| Sigurður Skúlason              | Rögnvaldur          | -                                 | 7                | 2016 - presente |
| Salka Sól Eyfeld               | Soffia              | Amiga de Jóhanna                  | 7                | 2016 - presente |
| Guðrun Gísladóttir             | Ragna               | Periodista de Televisión          | 7                | 2016 - presente |
| Stefán Jónsson                 | Geirmundur Jónsson  | -                                 | 6                | 2016 - presente |
| Steve Lorenz                   | Björn Weissmann     | -                                 | 6                | 2016 - presente |
| Sibylle Köll                   | Þýsk ferðakona      | -                                 | 6                | 2016 - presente |
| Halldóra Geirharðsdóttir       | -                   | Sacerdote                         | 6                | 2016 - presente |

### Antiguos personajes
| Actor              | Personaje            | Ocupación                      | Episodios | Duración    | Estado | Causa                                              |
| ------------------ | -------------------- | ------------------------------ | --------- | ----------- | ------ | -------------------------------------------------- |
| Þorsteinn Bachmann | Sigurður Gudmundsson | Seguridad Portuaria            | 10        | 2015 - 2016 | Muerto | se suicidó lanzándose de un helicóptero            |
| Pálmi Gestsson     | Hrafn Eysteinsson    | exjefe de la Policía / Alcalde | 10        | 2015 - 2016 | Muerto | murió luego de que le prendieran fuego             |
| Sigurður Karlsson  | Guðmundur            | Pescador / Cazador             | 10        | 2015 - 2016 | Muerto | murió luego de sufrir un ataque al corazón         |
| Vytautas Narbutas  | Jonas Malakauskas    | Traficante de Personas Lituano | 7         | 2015 - 2016 | Muerto | murió luego de estrellar su auto mientras escapaba |

## Episodios
Actualmente se conoce de 2 temporadas compuestas por 10 episodios cada una.

### Primera temporada
| N.º | Título        | Primera emisión | Audiencia (en millones) |
| --- | ------------- | --------------- | ----------------------- |
| 1   | «Episodio 1»  | —               | —                       |
| 2   | «Episodio 2»  | —               | —                       |
| 3   | «Episodio 3»  | —               | —                       |
| 4   | «Episodio 4»  | —               | —                       |
| 5   | «Episodio 5»  | —               | —                       |
| 6   | «Episodio 6»  | —               | —                       |
| 7   | «Episodio 7»  | —               | —                       |
| 8   | «Episodio 8»  | —               | —                       |
| 9   | «Episodio 9»  | —               | —                       |
| 10  | «Episodio 10» | —               | —                       |

### Segunda temporada
| N.º | Título        | Primera emisión | Audiencia (en millones) |
| --- | ------------- | --------------- | ----------------------- |
| 1   | «Episodio 1»  | 26/12/2018      | —                       |
| 2   | «Episodio 2»  | 30/12/2018      | —                       |
| 3   | «Episodio 3»  | 06/01/2019      | —                       |
| 4   | «Episodio 4»  | 13/01/2019      | —                       |
| 5   | «Episodio 5»  | 20/01/2019      | —                       |
| 6   | «Episodio 6»  | 27/01/2019      | —                       |
| 7   | «Episodio 7»  | 03/02/2019      | —                       |
| 8   | «Episodio 8»  | 09/02/2019      | —                       |
| 9   | «Episodio 9»  | 17/02/2019      | —                       |
| 10  | «Episodio 10» | 24/02/2019      | —                       |

## Premios y nominaciones
| Año  | Categoría                           | Premio             | Nominado (a)                                                | Resultado |
| ---- | ----------------------------------- | ------------------ | ----------------------------------------------------------- | --------- |
| 2016 | Best Actor - TV Series Drama        | Golden Nymph Award | Ólafur Darri Ólafsson                                       | Nominado  |
| 2016 | Best TV Series Drama                | Golden Nymph Award | RVK Studios y Dynamic Television                            | Nominados |
| 2016 | Television Drama/Comedy of the Year | Edda Award         | Ófærð                                                       | Ganó      |
| 2016 | Best Music                          | Edda Award         | Jóhann Jóhannsson, Hildur Guðnadóttir y Rutger Hoedemaekers | Ganaron   |
| 2016 | Best Visual Effects                 | Edda Award         | Sigurjón F. Gardarsson, Dadi Einarsson y RVX EHF            | Ganaron   |
| 2016 | Supporting Actor of the Year        | Jury Award         | Baltasar Breki Samper                                       | Nominado  |
| 2015 | Best Pilot                          | Jury Award         | Bergsteinn Björgúlfsson                                     | Nominado  |

## Producción

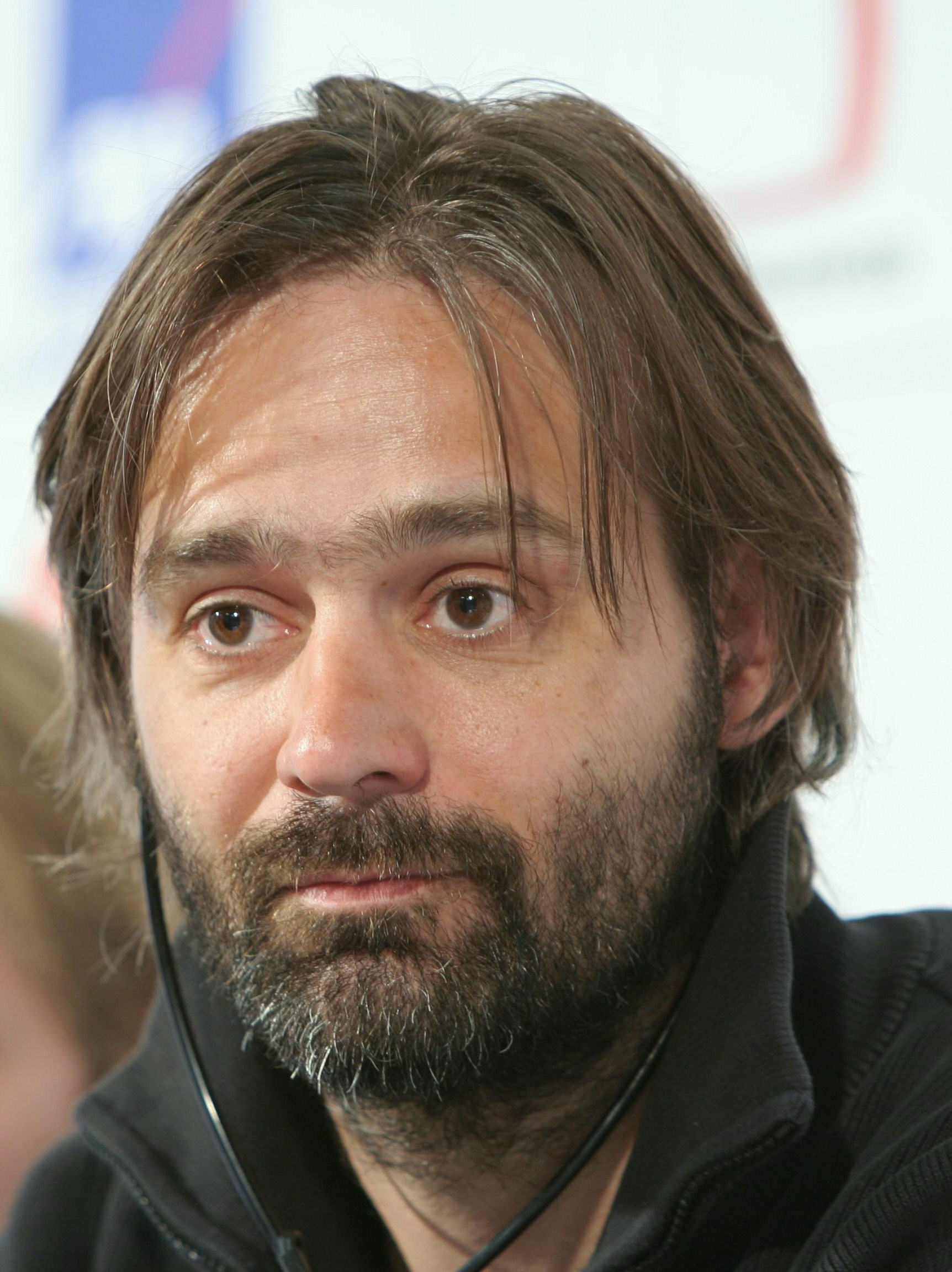
Baltasar Kormákur creador y director de la serie.

La serie ha sido creada por Baltasar Kormákur y ha contado como directores con el propio Kormákur, Óskar Thór Axelsson, Baldvin Zophoníasson, y Börkur Sigþórsson. 
La producción ha corrido a cargo de Magnús Viðar Sigurðsson, con los productores ejecutivos Agnes Johansen, Sigurjón Kjartansson, Baltasar Kormákur, Daniel March y Klaus Zimmermann, y con la productora de línea Sindri Páll Kjartansson. 
La música ha sido compuesta por Rutger Hoedemaekers, mientras que la cinematografía está a cargo de Bergsteinn Björgúlfsson.
Cuenta con la compañía de producción "RVK Studios". Desde el 2015 es distribuida por "Ríkisútvarpið-Sjónvarp (RÚV)" por la televisión en Islandia y por "Dynamic Television" en televisión. 
Fue emitida a nivel internacional por la "British Broadcasting Corporation (BBC / BBC4)" en la televisión del Reino Unido (2016), por "Film1 Action" en televisión limitada y por "Lumière Home Entertainment" en Blu-ray y DVD todos en los Países Bajos, por "France 2 (FR2)" en Francia, por "Norsk Rikskringkasting (NRK)" en Noruega, por "Radio Telefís Éireann (RTÉ)" en Irlanda, por "Yleisradio (YLE)" en Finlandia y por "ZDF and ZDF Enterprises" en Alemania.
El "The Weinstein Company" adquirió los derechos de distribución en Estados Unidos.

### Emisión internacional
| País         | Título           | Cadenas                 | Fecha de Inicio                                                | Fecha de Finalización |
| ------------ | ---------------- | ----------------------- | -------------------------------------------------------------- | --------------------- |
| Alemania     | -                | ZDF and ZDF Enterprises | -                                                              | -                     |
| Canadá       | -                | -                       | 20 de septiembre de 2015 (Toronto International Film Festival) | -                     |
| Finlandia    | Fångade Loukussa | ZDF and ZDF Enterprises | 2 de febrero de 2016                                           | -                     |
| Francia      | -                | France 2                | 8 de febrero de 2016                                           | -                     |
| Argentina    | Trapped          | Netflix                 | Septiembre de 2018                                             | -                     |
| Irlanda      | -                | RTÉ2                    | 21 de febrero de 2016                                          | -                     |
| Noruega      | Innesperret      | NRK1                    | 11 de enero de 2016                                            | -                     |
| Países Bajos | -                | Film1 Action            | 3 de febrero de 2016                                           | -                     |
| Reino Unido  | -                | BBC4                    | 13 de febrero de 2016                                          | -                     |
| Rusia        | Капкан           | -                       | -                                                              | -                     |
| Suecia       | Fångade          | -                       | 16 de agosto de 2016                                           | -                     |
| Ucrania      | Капкан           | -                       | -                                                              | -                     |
| España       | Atrapados        | Movistar Series         | 7 de diciembre de 2016                                         | 28 de febrero de 2019 |